# TeleChiara
TeleChiara è un'emittente televisiva italiana facente parte del gruppo Videomedia.

## Storia
L'emittente nasce a Padova nel 1990, per volere dell'Episcopato del Triveneto. Fin da subito ha una copertura pluriregionale, che oltre al Veneto, copre anche il Friuli-Venezia Giulia. Tra i programmi mandati in onda, ci sono produzioni di TV2000, emittente dalla Conferenza Episcopale Italiana. Notiziari quotidiani, approfondimenti, dibattiti, inchieste, interviste e speciali fanno parte da subito del palinsesto, assieme a contenuti legati alla tradizione, alla storia e al costume, mentre lo spazio pomeridiano è affidato agli appuntamenti di spiritualità e catechesi.
Nel 2012, le difficoltà economiche di TeleChiara, dovute ai tagli decisi della Conferenza Episcopale del Triveneto, hanno messo in pericolo il prosieguo dell'attività dell'emittente. Infine nel 2013, Gestione Telecomunicazioni S.r.l., editore di TeleChiara, viene rilevata da Videomedia S.p.A., editore di TVA Vicenza, formando il Gruppo Videomedia S.r.l.. L'azienda viene controllata per il 61% dal Gruppo e annovera tra i soci le Diocesi di Padova, Vicenza e Treviso, che segna una svolta decisiva nella tipologia dei programmi proposti sul canale: pur mantenendo un'impronta cristiano-cattolica, i palinsesti si arricchiscono di talk show, trasmissioni di didattica, telegiornali tematici, rubriche specialistiche, aumentando la collaborazione con enti, gruppi, associazioni e categorie territoriali.
Nel corso del 2017, Videomedia S.p.A. acquisisce tutte le quote di Gestione Telecomunicazioni e completa l'operazione di fusione di TeleChiara, che partecipa come socia al Consorzio Reti Nordest già dal 2014. Nell'anno successivo la collaborazione con altre emittenti regionali permette la creazione del Tg Veneto News, un notiziario regionale che si avvale della collaborazione di altre quattro emittenti venete partner per la raccolta di informazioni e servizi (TVA Vicenza, TeleArena, TeleVenezia, TeleBelluno).
Con l'avvento dello switch-off televisivo, dal 10 marzo 2022, TeleChiara cambia canale: sarà visibile al canale 17 in Veneto e nelle province di Verona e Mantova, mentre in Friuli-Venezia Giulia e nella provincia autonoma di Trento sarà disponibile al canale 18.

### TeleChiara Ovest
In passato esisteva un secondo canale denominato TeleChiara Ovest, ai canali 213 e 604 in Veneto e Friuli-Venezia Giulia.

## Palinsesto attuale

### Informazione
- Tg Veneto News: notiziario regionale che si compone di due edizioni principali e due edizioni flash. I conduttori principali sono i giornalisti Danilo Guerretta, Fabio Carraro, Maria Vittoria Bagarella e Gabriella Basso.
- TG Rovigo: unico telegiornale a cadenza settimanale dedicato esclusivamente ai fatti, ai personaggi e agli appuntamenti nella provincia di Rovigo.
- Chiaramente Treviso!: settimanale d'informazione condotto dalla giornalista Paola Gazziola, focalizzato sulle novità e sugli eventi riguardanti la città da cui prende il nome.
- TG Baita Alpina: format dedicato alle principali novità riguardanti le attività del Corpo Nazionale degli Alpini, condotto dalla giornalista Maria Vittoria Bagarella.
- TG Agricoltura: notiziario settimanale dedicato alle novità dal settore primario del Veneto, con approfondimento sui prodotti stagionali, sulle storie di vita di chi lavora quotidianamente la terra e sulle nuove tecnologie applicate all'agricoltura. Il programma è condotto dal giornalista Johnny Lazzarotto.
- TG Green: settimanale di informazione che approfondisce tematiche ecologiche e di sostenibilità non limitandosi alle emergenze e ai disastri naturali ma dando uno spazio visibile e costante a tutte le iniziative con tale missione sul territorio, condotto dal giornalista Giorgio Hüllweck.

### Talk show
- Vietato tacere: in onda tutti i giorni, la trasmissione è condotto dal giornalista Fabio Carraro che, insieme ai numerosi ospiti dal mondo della politica e della società, discutono dei temi più caldi dell'attualità; i telespettatori sono attivamente coinvolti, grazie alla possibilità di partecipare alla diretta con telefonate o messaggi.
- Piazza Politica: protagonisti di questo programma la politica e i suoi attori, che, incalzati dal conduttore e giornalista Danilo Guerretta, si confrontano sui temi di stretta attualità, declinando in chiave veneta le grandi questioni nazionali.
- Prima Serata: approfondimento giornalistico curato e condotto il lunedì dal giornalista Tiziano Bullato e il mercoledì dal direttore news di TVA Gian Marco Mancassola, che tratta politica, economia e attualità insieme agli ospiti provenienti dal mondo della politica, del giornalismo, dell'imprenditoria e dalle amministrazioni pubbliche. Offre spazio anche alle opinioni dei telespettatori, che partecipano tramite messaggi e rispondendo ai sondaggi proposti.
- Rigorosamente Cittadella: salotto sportivo dedicato alla serie B e in particolare alla squadra A. S. Cittadella, condotto dal giornalista Johnny Lazzarotto, accoglie opinionisti, sportivi, giornalisti e calciatori. Collegamenti in diretta, le immagini di tutti i goal e le interviste ai protagonisti.

### Divulgazione
- Parole Venete: programma condotto e curato da Antonio Stefani e Pino Costalunga, approfondisce significati e origini delle parole della lingua veneta.